# 科斯塔 (吉马良斯)
科斯塔（吉马良斯）是葡萄牙布拉加区的一个堂区。总面积4.92平方公里，总人口3450人，人口密度701.2人/平方公里。